# マドリード
マドリード（スペイン語: Madrid）は、スペインの首都。マドリード州の州都であり、マドリード州の唯一の県であるマドリード県の県都でもある。マドリッドとも呼ばれる。
人口は約325万人。2018年の都市圏人口は679万人 であり、EU内においてパリに次ぐ規模の大都市圏である。
紋章はイチゴノキとクマ。スペイン中央部のメセタ地帯のマンサナーレス川沿いに広がる。近郊にはモストレス、アルカラ・デ・エナーレス、ヘタフェなどの都市があり、マドリード首都圏を形成している。
ヨーロッパ屈指の世界都市であり、アメリカのシンクタンクが2017年に発表した総合的な世界都市ランキングにおいて、世界15位の都市と評価された。

## 名称
Madrid の日本語表記には多様性がある。字面から「マドリード」との表記が優勢であるが、一般的なスペイン語では語末「d」が弱く発音されるので「マドリー」「マドリ」との表記もしばしば用いられている。英語等の読み方に従い「マドリッド」と表記される場合もある。
一方、マドリード首都圏では、語末の「d」を無声の [θ] で発音して「マドリース」「マドリス」となる。同発音は現地で優勢であるものの、Madrid の日本語表記では「原音主義」に従うことはなく、同表記が用いられる例は極めて稀である。
| 分類                     | 国際音声記号 | カタカナ表記       |
| ------------------------ | ------------ | ------------------ |
| 字面通りのスペイン語発音 | [maˈðɾið]    | マドゥリ（ー）ドゥ |
| 一般的なスペイン語の発音 | [maˈðɾi]     | マドゥリ（ー）     |
| マドリード首都圏での発音 | [maˈðɾiθ]    | マドゥリ（ー）ス   |
| 英語発音                 | [məˈdrɪd]    | マドゥリ（ッ）ドゥ |
| フランス語発音           | [madʁid]     | マドゥリ（ッ）ドゥ |

なお、スペイン語に長母音はなく、カナ表記の長音符はアクセントのある母音がやや長くなっていることを示しているにすぎない。
漢字では馬徳里と表記する。

## 歴史

### 中世
マドリードの地には先史時代から人間が住んでいた。古代ローマ時代にはコンプルトゥム（現在のアルカラ・デ・エナーレス）の司教管区に属していた。マドリードが最初に歴史の記録に残されたのは、9世紀に後ウマイヤ朝のムハンマド1世 (後ウマイヤ朝)が現在の王宮の位置に、小さな宮殿の建設を命じたときである。この宮殿のそばには小さな要塞が建てられた。近くのマンサナーレス川はアラビア語で「アル・マジュリート」（المجريط、「水の源」の意）と呼ばれ、そこからこの地は「マジェリト」と呼ばれるようになり、現在の「マドリード」となった。
1085年に要塞はトレドに向かう途上のアルフォンソ6世に征服され、モスクは教会に建て替えられた。1329年、フェルナンド4世に助言するための最初の議会（コルテス）がこの都市で開かれた。セファルディム（ユダヤ教徒）やイスラム教徒もここに住み続けたが、15世紀の終わりに追放された。エンリケ3世の時代には、都市は大火のあとに再建され、王は城壁外のエル・パルドに住んだ。

### ルネッサンス期
カスティーリャ王国（首都トレド）とアラゴン王国（首都サラゴサ）が連合したのち、16世紀にカルロス1世の元でスペイン王国としての融合が進んだ。1561年にフェリペ2世が宮廷をマドリードに移した。王の公式な宣言はなかったものの、宮廷の位置が事実上の首都となった。マドリードが首都とされたのは、国土のほぼ中央にある地理的条件や、水が豊富で気候が穏やかだったことによるとされる。1601年から1606年の短期間、フェリペ3世が宮廷をバリャドリッドに移した が、1606年に再び首都はマドリードに戻った。スペインの黄金時代にマドリードは新大陸から流入する富によって栄え、ミゲル・デ・セルバンテスを筆頭に、ロペ・デ・ベガ、フランシスコ・デ・ケベード、ルイス・デ・ゴンゴラ、ペドロ・カルデロン・デ・ラ・バルカなどの文人や、宮廷画家ディエゴ・ベラスケスといった芸術家がマドリードを拠点として次々と作品を発表していき、文化の一中心となっていた。

### 近代
18世紀にフェリペ5世は、ヨーロッパの首都としてふさわしいようにマドリード王宮を含む新しい宮殿の建設を行ったものの、マドリードが近代的な都市となったのは、カルロス3世の代であった。彼の時代に、当時の市街の東端にあった王室の土地がレティーロ公園として整備されて市民に開放され、また現在プラド美術館として使用されている建物が建設された。マドリードの歴史の中でもっとも人気のあるカルロス3世は「最良の市長であり王」と呼ばれた。
カルロス4世が即位すると、マドリードは反乱を起こした。1808年、息子のフェルナンド7世に率いられたアランフエスの蜂起のあと、カルロス4世は退位し、スペイン王家はフランスに追放されて、ナポレオンの兄であるジョゼフ・ボナパルトがホセ1世としてスペイン王位に就くこととなった。5月にナポレオン・ボナパルトの部隊がホセを王位につけるためにマドリードに入城した。5月2日、これに反発するマドリード市民はフランス軍に対して反乱を起こしたが、鎮圧された。この時の光景を画家フランシスコ・デ・ゴヤが描いたものが、『マドリード、1808年5月3日』である。しかしこの蜂起はスペイン全土に波及し、1814年まで6年間にわたって継続するスペイン独立戦争の口火を切る形となった。1814年に最終的にナポレオン軍は敗北し、フェルナンド7世が王位に復帰したが、復帰したフェルナンドは極端に復古的な政治を行ったため、19世紀の間は自由主義派と保守派の争いが続いた（カルリスタ戦争）。

### 20世紀
20世紀に入っても、マドリードは産業があまり興っておらず、経済的には非常に停滞していた。
スペイン内戦（1936年 - 1939年）の期間中である1935年11月7日には、マドリード市内においても市街戦が行われた。この際、政府機能はバレンシアに移された。1936年7月19日から20日にかけて反乱軍の蜂起が起きたものの瞬時に鎮圧され、人民戦線の手に残された。そして内戦期を通じて人民戦線側に保たれ、バルセロナやバレンシアと並ぶ政府の拠点だったが、1936年11月、マドリードを奪取しようとするフランコの反乱軍が猛攻撃を開始し、政府機能はバレンシアへと移された。この猛攻はしかし政府軍の抵抗によって食い止められ、以降マドリードは3年間抵抗を続けるものの、1939年3月28日に降伏した。この降伏によって共和国側は最後の拠点を喪失し、3日後の3月31日にはスペイン全土がフランコ軍によって制圧され、4月1日にはフランコがマドリードに入城して内戦の終結を宣言した。マドリードは初めて民間人を標的とした航空爆撃を受けた都市となった（Siege of Madrid (1936-39)を参照）。
フランコ軍の勝利とともに、マドリードは再びスペインの首都となった。フランコの独裁時代の間、マドリードの南は工業化され、多くの移民が地方から流れ込んだ。マドリードの南東沿いにスラムが形成されたが、文化的・政治的な活動の舞台ともなった。フランコの死後、フアン・カルロス1世の下で民主化が進み、マドリードはイベリア半島の経済的な中心としての地位を固めた。1981年2月23日にはこの民主化の流れに反対するアントニオ・テヘーロ中佐らがマドリードの国会議事堂を占拠し、いわゆる23-Fと呼ばれるクーデター未遂事件を起こしたものの、フアン・カルロスの果断な対応などによって翌日に鎮圧され、以後民主化は一層進むこととなった。

### 21世紀
2004年3月11日、マドリード市内のアトーチャ駅など3つの駅でマドリード列車爆破テロ事件が発生し、191人が死亡し、2000人以上が負傷した。この事件は3日後の総選挙に大きな影響を与え、国民党が退陣してスペイン社会労働党に与党が移り変わる結果となった。
マドリードは2012年夏季オリンピック、2016年夏季オリンピック、2020年夏季オリンピックの開催都市に立候補したが、いずれも開催地決定投票で脱落した。
2020年3月14日、2019新型コロナウイルス感染者数の増加を受けて都市封鎖（ロックダウン）が行われた。市民の外出禁止措置によりウイルス感染者の増加に歯止めをかける効果はあったが、同時に失職者が増加するなどの経済的影響生じた。同年9月には再びウイルス感染者数の拡大が見られたことから、10月2日より再びロックダウンを実施。このロックダウンは、外出禁止を伴う厳格なものではないが、不要不急のマドリード内外の往来は禁止され、市内のレストランやバーの営業時間、商店などの収容人数に制限が加えられた。

## 人口
| マドリードの人口推移 1900－2010                         |
|                                                         |
| 出典:INE（スペイン国立統計局）1900年 - 1991年、1996年 - |

## 気候
ケッペンの気候区分によると、マドリードの気候は地中海性気候（Csa）に属する。
北緯40度に位置し、標高667mと高地に位置するにもかかわらず、冬季の気温が高い。低緯度である北緯32度に位置する熊本市よりも、冬季の日平均気温と平均最低気温が高い。
| マドリード(1991～2020)の気候 | マドリード(1991～2020)の気候 | マドリード(1991～2020)の気候 | マドリード(1991～2020)の気候 | マドリード(1991～2020)の気候 | マドリード(1991～2020)の気候 | マドリード(1991～2020)の気候 | マドリード(1991～2020)の気候 | マドリード(1991～2020)の気候 | マドリード(1991～2020)の気候 | マドリード(1991～2020)の気候 | マドリード(1991～2020)の気候 | マドリード(1991～2020)の気候 | マドリード(1991～2020)の気候 |
| 月                           | 1月                          | 2月                          | 3月                          | 4月                          | 5月                          | 6月                          | 7月                          | 8月                          | 9月                          | 10月                         | 11月                         | 12月                         | 年                           |
| ---------------------------- | ---------------------------- | ---------------------------- | ---------------------------- | ---------------------------- | ---------------------------- | ---------------------------- | ---------------------------- | ---------------------------- | ---------------------------- | ---------------------------- | ---------------------------- | ---------------------------- | ---------------------------- |
| 最高気温記録 °C （°F）       | 19.9 (67.8)                  | 22.0 (71.6)                  | 26.7 (80.1)                  | 31.9 (89.4)                  | 35.5 (95.9)                  | 41.2 (106.2)                 | 41.1 (106)                   | 40.6 (105.1)                 | 38.9 (102)                   | 31.1 (88)                    | 23.8 (74.8)                  | 18.6 (65.5)                  | 41.2 (106.2)                 |
| 平均最高気温 °C （°F）       | 10.8 (51.4)                  | 13.0 (55.4)                  | 16.5 (61.7)                  | 19.0 (66.2)                  | 24.1 (75.4)                  | 29.3 (84.7)                  | 32.9 (91.2)                  | 32.5 (90.5)                  | 27.1 (80.8)                  | 20.5 (68.9)                  | 13.5 (56.3)                  | 10.6 (51.1)                  | 20.8 (69.4)                  |
| 日平均気温 °C （°F）         | 6.5 (43.7)                   | 8.0 (46.4)                   | 11.3 (52.3)                  | 13.6 (56.5)                  | 17.5 (63.5)                  | 22.8 (73)                    | 26.1 (79)                    | 25.7 (78.3)                  | 21.0 (69.8)                  | 15.4 (59.7)                  | 9.9 (49.8)                   | 7.0 (44.6)                   | 15.4 (59.7)                  |
| 平均最低気温 °C （°F）       | 3.1 (37.6)                   | 3.9 (39)                     | 7.4 (45.3)                   | 9.5 (49.1)                   | 12.0 (53.6)                  | 17.0 (62.6)                  | 19.6 (67.3)                  | 19.8 (67.6)                  | 16.1 (61)                    | 11.3 (52.3)                  | 7.1 (44.8)                   | 4.1 (39.4)                   | 10.9 (51.6)                  |
| 最低気温記録 °C （°F）       | −10.6 (12.9)                 | −9.1 (15.6)                  | −7.0 (19.4)                  | −2.6 (27.3)                  | 0.3 (32.5)                   | 2.5 (36.5)                   | 8.5 (47.3)                   | 7.8 (46)                     | 3.6 (38.5)                   | −2.4 (27.7)                  | −11.1 (12)                   | −10.0 (14)                   | −11.1 (12)                   |
| 降水量 mm （inch）           | 31.1 (1.224)                 | 33.5 (1.319)                 | 33.4 (1.315)                 | 42.4 (1.669)                 | 47.0 (1.85)                  | 19.3 (0.76)                  | 8.8 (0.346)                  | 8.2 (0.323)                  | 20.9 (0.823)                 | 59.7 (2.35)                  | 48.0 (1.89)                  | 38.7 (1.524)                 | 391 (15.393)                 |
| [ 要出典 ]                   |                              |                              |                              |                              |                              |                              |                              |                              |                              |                              |                              |                              |                              |

## 経済

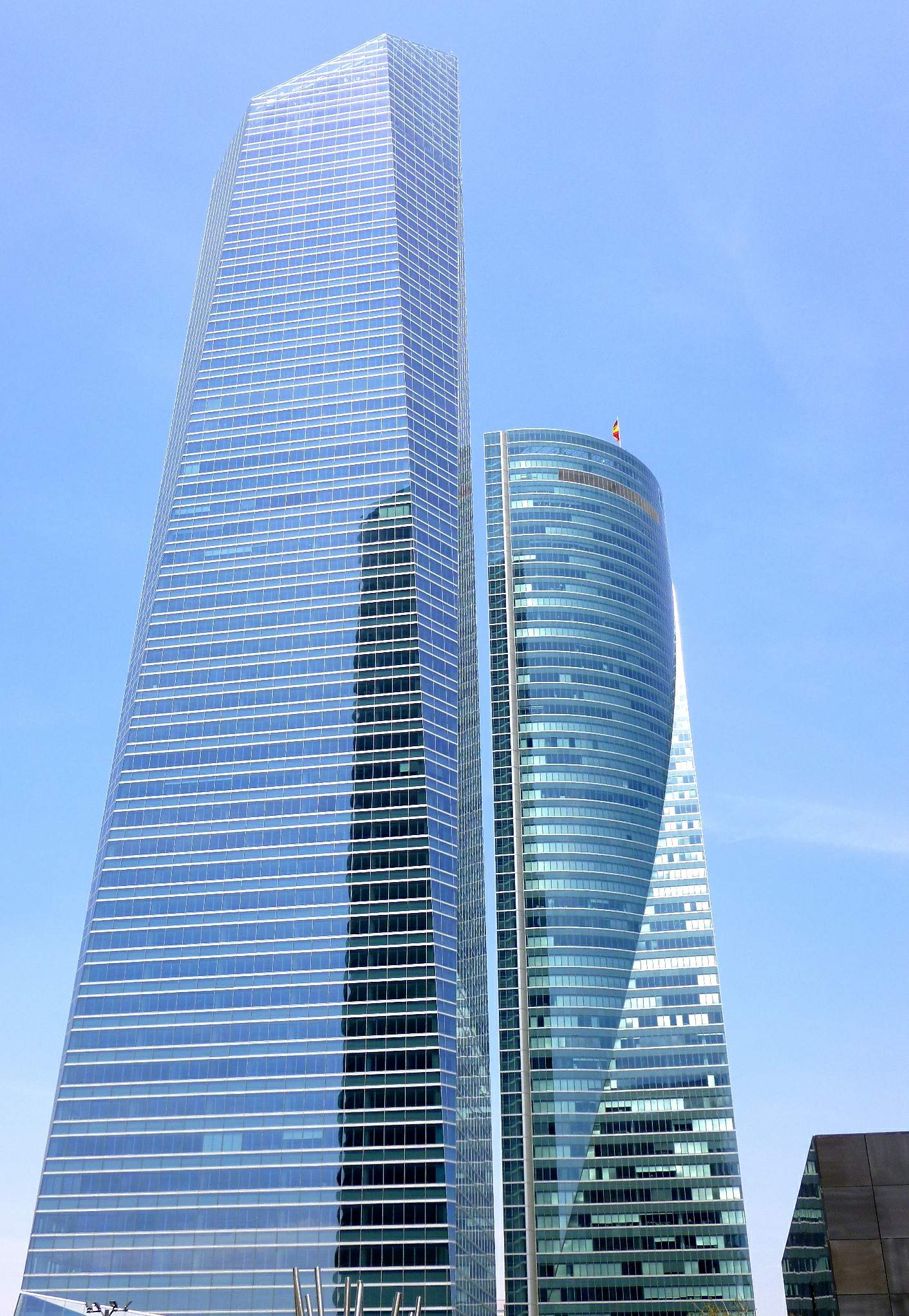
Cuatro Torres Business Area

マドリードの2008年における都市GDPは2300億ドルであり、世界第26位である。欧州ではロンドン、パリ、モスクワに次ぐ第4位。アメリカのダウ・ジョーンズらが2013年に行った調査によると、世界32位の金融センターと評価されている。また、マドリード発のファッションブランドでは、ロエベ、カレラ・イ・カレラなどが世界的に知られている。
AZCA（アスカ）
高層ビルが立ち並ぶビジネス街である。サッカースタジアムと新しい政府庁舎（ヌエボス・ミニステリオス）の近く。空港からは地下鉄が直結している。トーレ・ピカソ（157m）、トーレ・エウロパ（121m）、トーレ・BBVA（107m）などのビルがある。トーレ・ウィンドソル（106m）は、2005年に火事に遭い取り壊された。
CTBA（クアトロ・トーレス・ビジネス・エリア）
Cuatro Torres Business Area（4つのタワーのビジネスエリア）の略。2008年に工事が全て完了し、現在は再開発によって高層ビルが立ち並ぶビジネス街である。チャマルティン駅の西に位置し、以前この場所にはレアル・マドリードの施設があった。トーレ・エスパシオ（236m）、トーレ・デ・クリスタル（249.5m）、トーレ・カハ・マドリッド（250m）、トーレ・サシール・バジェエルモーソ（236m）の4つの高層ビルがそびえ立つ。2020年には5つ目の高層ビル、私立のIE大学の新キャンパス（160m）がオープン予定である。

## 政治

マドリードの行政区。

マドリード市議会は57人で構成される（過半数29議席）。1991年以降国民党から市長が選出されてきたが、2015年の総選挙で市民プラットフォームの地域政党（ポデモス支援）のアオーラ・マドリードが20議席獲得し、9議席獲得したスペイン社会労働党と連立することで同党のマヌエラ・カルメーナ・カストリージョが24年ぶりに左派市長が誕生した。国民党は21議席獲得したが、7議席獲得したシウダダノスと連立しても過半数にわずかに届かず、社会労働党との連立交渉も挫折し下野することになった。

### 行政区
マドリード市内は21の行政区（distrito）に分けられ、行政区内はいくつかの地区（barrio）に分けられている。この行政区は伝統的な地区とは一致しない。各行政区は区住民が参加した行政区評議会（Junta Municipal de Distrito）によって運営される。マドリードの現行の行政区区分けは1988年に行われ、現在以下の行政区と地区に分けられている：
1. セントロ: パラシオ、エンバハドーレス、コルテス、フスティシア、ウニベルシダ、ソル
2. アルガンスエラ: インペリアル、ラス・アカシアス、ラ・チョペーラ、レガスピ、ラス・デリシアス、パロス・デ・モゲール、アトーチャ
3. レティーロ: パシフィコ、アデルファス、エストレージャ、イビサ、ヘロニモ、ニーニョ・ヘスス
4. サラマンカ: レコレートス、ゴジャ、フエンレ・デル・ベーロ、ギンダレーラ、リスタ、カステジャーナ
5. チャマルティン: エル・ビソ、プロスペリダ、シウダ・ハルディン、イスパノアメリカ、ヌエバ・エスパーニャ、カスティージャ
6. テトゥアン＝バルデアセデーラス: ベジャス・ビスタス、クアトロ・カミーノス、カスティジェッホス、アルメナーラ、バルデアセデーラス、ベルゲーテ
7. チャンベリー: ガスタンビーデ、アラピーレス、トラファルガール、アルマグロ、バジェエルモーソ、リオス・ロサス
8. フエンカラル＝エル・パルド: エル・パルド、フエンテラレイナ、ペーニャグランデ、バリオ・デル・ピラール、ラ・パス、バルベルデ、ミラシエラ、エル・ゴローソ
9. モンクロア＝アラバーカ: カサ・デ・カンポ、アルグエージェス、シウダ・ウニベルシタリア、バルデサルサ、バルデマリン、エル・プランティーオ、アラバーカ
10. ラティーナ: ロス・カルメネス、プエルタ・デル・アンヘル、ルセーロ、アルーチェ、ラス・アギラス、カンパメント
11. カラバンチェル: コミージャス、オパニェル、サン・イシドロ、ビスタ・アレグレ、プエルタ・ボニータ、ブエナビスタ、アブランテス
12. ウセーラ: オルカシータス、オルカスール、サン・フェルミン、アルメンドラーレス、モスカルドー、ソフィーオ、プラドロンゴ
13. プエンテ・デ・バジェカス: エントレビーアス、サン・ディエーゴ、パロメーラス・バハス、パロメーラス・スレステ、ポルタスゴ、ヌマンシア
14. モラタラス: パボーネス、オルカーホ、マロキーナ、メディア・レグア、フォンタロン、ビナテーロス
15. シウダ・リネアル: ベンタス、プエブロ・ヌエボ、キンターナ、ラ・コンセプション、サン・パスクアル、サン・フアン・バウティスタ、コリーナ、アタラージャ、コステジャーレス
16. オルタレーサ: パローマス、バルデフエンテス、カニージャス、ピナール・デル・レイ、アポストル・サンティアーゴ、ピオベーラ
17. ビジャベルデ: サン・アンドレス、サン・クリストーバル、ブタルケ、ロス・ロサーレス、ロス・アンヘレス
18. ビジャ・デ・バジェカス: カスコ・イストリコ・デ・バジェカス、サンタ・エウヘニア
19. ビカルバロ: カスコ・イストリコ・デ・ビカルバロ、アンブロス、バルデベルナルド、バルデリーバス
20. サン・ブラス＝カニジェッハス: シマンカス、エジン、アンポスタ、アルコス、ロサス、レハス、カニジェッハス、サルバドール
21. バラハス: アラメーダ・デ・オスーナ、アエロプエルト、カスコ・イストリコ・デ・バラーハス、ティモン、コラレッホス

## 交通

### 航空
アドルフォ・スアレス・マドリード＝バラハス空港が市内の北東12kmの位置にあり、地下鉄で結ばれている。ヨーロッパや南北アメリカ各国からの便が就航しており、更に2016年10月19日よりイベリア航空マドリードと東京/成田を結ぶ直行便が再就航した。これにより日本とスペインを結ぶ直行便が約18年ぶりに復活することになった。2018年10月にはマドリード～成田線は週5便へ増便した。
ターミナルは4つ（T1, T2, T3, T4)あり、行先によって使い分けられている。地下鉄にはT2（第二ターミナル）とT4(第四ターミナル）で乗ることができる。2006年12月30日には、テロによる爆破でT4の駐車場の一部が破壊された。

### 鉄道

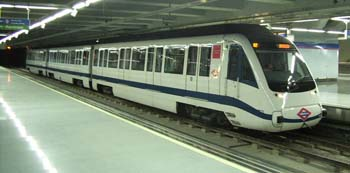
マドリード地下鉄の8号線の写真。

レンフェ（スペイン国鉄）の主な駅としては、南部にアトーチャ駅、北部にチャマルティン駅がある。全部で9路線あり、通勤通学のための近郊列車セルカニアス マドリードのほか、アンダルシア州のセビリアやマラガ、カタルーニャ州のバルセロナ、カスティーリャ・イ・レオン州のバリャドリッド、カスティーリャ＝ラ・マンチャ州の州都でマドリード遷都以前の首都であったトレドを結ぶ高速鉄道AVEが通じている。長距離路線が多く、駅のターミナルは、さながら空港のようである。荷物検査もあり、鉄道を利用する場合は、余裕を持って行動しなければならない。なお空港とは違い、15分～20分ほど前に到着すれば問題はない。
市内と郊外にはマドリード地下鉄が縦横に走っている。マドリード地下鉄の開業は1919年であり、最初の路線は1号線の一部の3.5kmであった。マドリード地下鉄には13の路線と295の駅があり、総延長は280km以上に及ぶ。 市内をほぼ網羅しており、市民、また観光客の足として活躍している。地下鉄当局によれば、一日に250万人、2009年には延べ約6.5億人が利用している。
地下鉄網の発展は目覚しく、2007年春には、南北の新市街地を中心に大規模な拡張工事が行われた。新設されたリジェロ・ライトレールの3路線を含め、新しく敷設される約81kmに79個もの駅が開業した。またこの一環で、バラハス空港第4ターミナルへの地下鉄乗り入れが実現している。

## 教育
マドリードには多種多様な国公私立大学がある。マドリード・コンプルテンセ大学はスペインでもっとも大きく、伝統のある国立大学である。1499年にアルカラ・デ・エナーレスで創立されたが、その起源は1293年にさかのぼる。1836年にマドリードに移設され、1927年に現在の位置に移された。スペイン内戦でこの大学の地区は戦場となった。
マドリード工科大学はスペインの国公立大学ランキングでは、工業大学の中では第1位になる。
起業家育成で知られる私立のIEビジネススクールはマドリードのサラマンカ地区に1973年に設立された。現在もIEビジネススクール、私立大学のIE大学のキャンパスが同地区に存在する。プログラムごとに異なるビルが点在し、国際色豊かな学生とスタッフが行き交う地域となっている。

## 国際機関
マドリードには、国際連合の専門機関である世界観光機関（WTO、UNWTO)の本部が置かれている。また、イベロアメリカ首脳会議を主催するイベロアメリカ機構の事務局 や、大西洋まぐろ類保存国際委員会の本部事務局がマドリードにおかれている。

## 観光

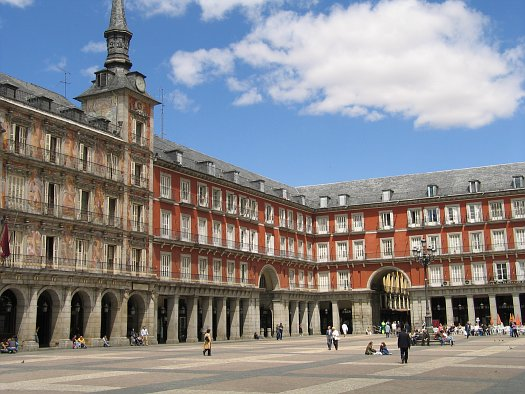
マヨール広場

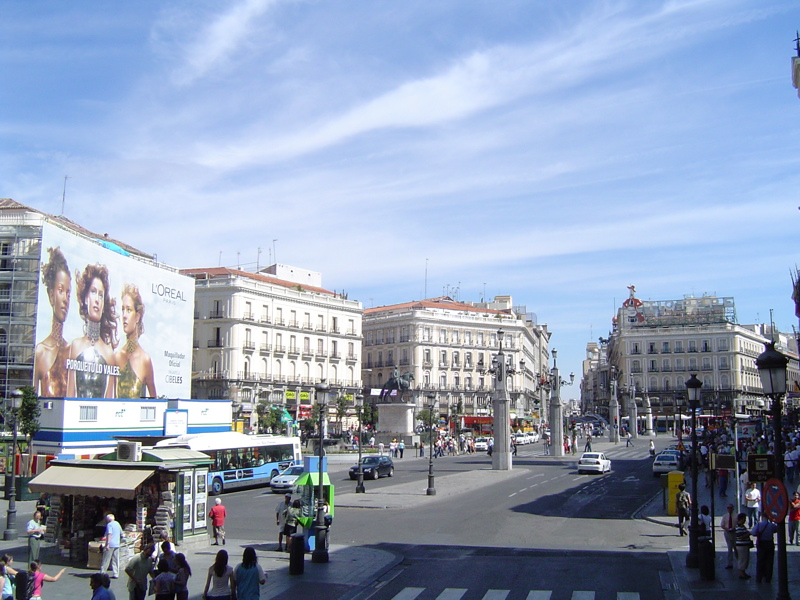
プエルタ・デル・ソル

マドリード市は、スペイン国内において人気の高い観光地の1つであり、幾つもの名所が存在する。
観光地
- エスタディオ・サンティアゴ・ベルナベウ
- マヨール広場
- 王宮
- オリエンテ広場
- プラド美術館
- レティーロ公園（Parque del Retiro）
  - 列車爆破事件の犠牲者を追悼する故人の森がある。

- ティッセン・ボルネミッサ美術館
- ソフィア王妃芸術センター - ピカソの『ゲルニカ』が展示されている。
- スペイン広場
- ラス・ベンタス闘牛場
- カサ・デ・カンポ - スペイン最大の都市公園。

繁華街・歓楽街
- プエルタ・デル・ソル : 中心部
- グラン・ビア（Gran Vía）: ショッピング街
- セラーノ通り（Calle de Serrano）: 高級ブティック街
- プラサ・デル・アンヘル（Plaza del Angel）～ プラサ・デ・サンタ・アナ（Plaza de Santa Ana）: 飲み屋街

## スポーツ
マドリードは2012年夏季オリンピックの開催地選考に臨んだものの、イギリスのロンドンに敗れた（ロンドン五輪）。続く2016年夏季オリンピックの開催地選考にも臨み、決選投票までは進んだものの、ブラジルのリオデジャネイロに敗れた（リオデジャネイロ五輪）。さらには3度目となる2020年夏季オリンピックの開催地選考に臨んだが、1回目の投票で日本の東京とトルコのイスタンブールに敗れた（東京五輪）。
なお、夏季パラリンピックである1992年バルセロナパラリンピックは、バルセロナとマドリードで共同開催された。
| マドリードのスポーツクラブ | マドリードのスポーツクラブ | マドリードのスポーツクラブ       | マドリードのスポーツクラブ             | マドリードのスポーツクラブ |
| 競技                       | リーグ                     | クラブ                           | 拠点                                   | 設立年                     |
| -------------------------- | -------------------------- | -------------------------------- | -------------------------------------- | -------------------------- |
| サッカー                   | リーガ・エスパニョーラ     | レアル・マドリード               | エスタディオ・サンティアゴ・ベルナベウ | 1902                       |
| サッカー                   | リーガ・エスパニョーラ     | アトレティコ・マドリード         | シビタス・メトロポリターノ             | 1903                       |
| サッカー                   | リーガ・エスパニョーラ     | ラージョ・バジェカーノ           | カンポ・デ・フトボル・デ・バジェカス   | 1924                       |
| バスケットボール           | リーガACB                  | レアル・マドリード・バロンセスト | パラシオ・デ・デポルテス               | 1932                       |
| バスケットボール           | リーガACB                  | CBエストゥディアンテス           | パラシオ・デ・デポルテス               | 1948                       |
| ハンドボール               | リーガASOBAL               | BMアトレティコ・マドリード       | パラシオ・ビスタレグレ                 | 2011                       |

### サッカー

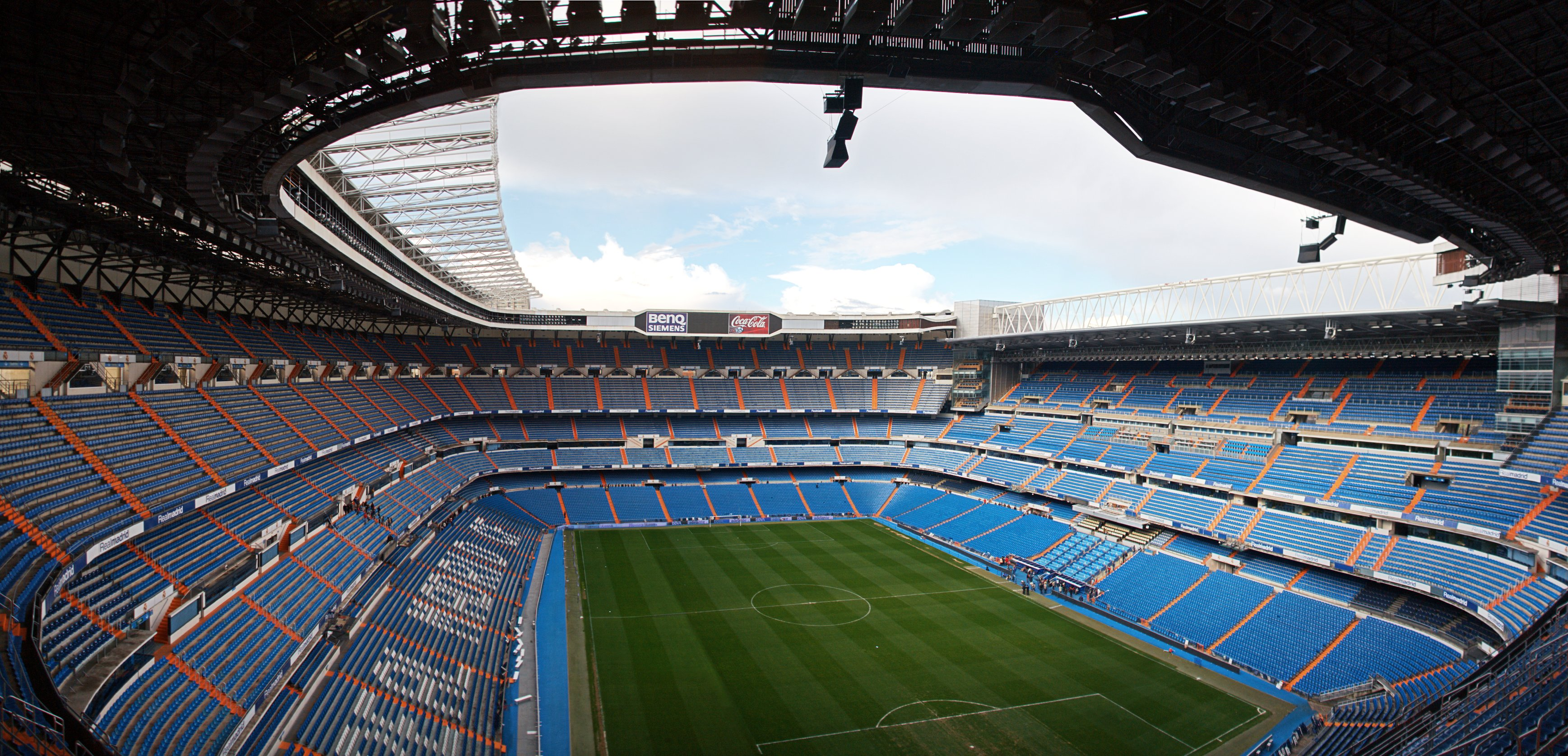
エスタディオ・サンティアゴ・ベルナベウ

スペインサッカーの1部リーグであるラ・リーガで最多の優勝回数を誇るレアル・マドリードは、エスタディオ・サンティアゴ・ベルナベウをホームスタジアムとしており、サポーターは「マドリディスタ」と呼ばれる。レアル・マドリードは世界で最も著名なサッカークラブであり、FIFAが「20世紀最高のクラブ」に選出している。UEFAチャンピオンズリーグでは大会史上最多となる15回の優勝を成し遂げている。
レアル・マドリードのライバルであるアトレティコ・マドリードは、シビタス・メトロポリターノをホームスタジアムとしている。なお、2017年以前はエスタディオ・ビセンテ・カルデロンをホームとしていた。アトレティコ・マドリードはラ・リーガで11回、コパ・デル・レイで10回の優勝を達成している。ヨーロッパの舞台においても、UEFAヨーロッパリーグでは3度の優勝、UEFAチャンピオンズリーグでは3度の準優勝の成績を収めている。チームカラーである赤と白の縦縞に因み、選手やサポーターは「コルチョネロス」と呼ばれる。
ビリャ・デ・バリェカス区を本拠地とするラージョ・バジェカーノや、マドリード郊外のヘタフェを本拠地とするヘタフェCFもラ・リーガに所属している。サンティアゴ・ベルナベウとシビタス・メトロポリターノは、UEFA 4つ星スタジアムに認定されており、1982年にスペインで開催された1982 FIFAワールドカップの際には、サンティアゴ・ベルナベウが決勝戦の舞台となった。なお、マドリード出身の著名なサッカー選手には、ラウル・ゴンサレス、イケル・カシージャス、フェルナンド・トーレス、ダビド・デ・ヘア、コケなどが挙げられる。

### バスケットボール

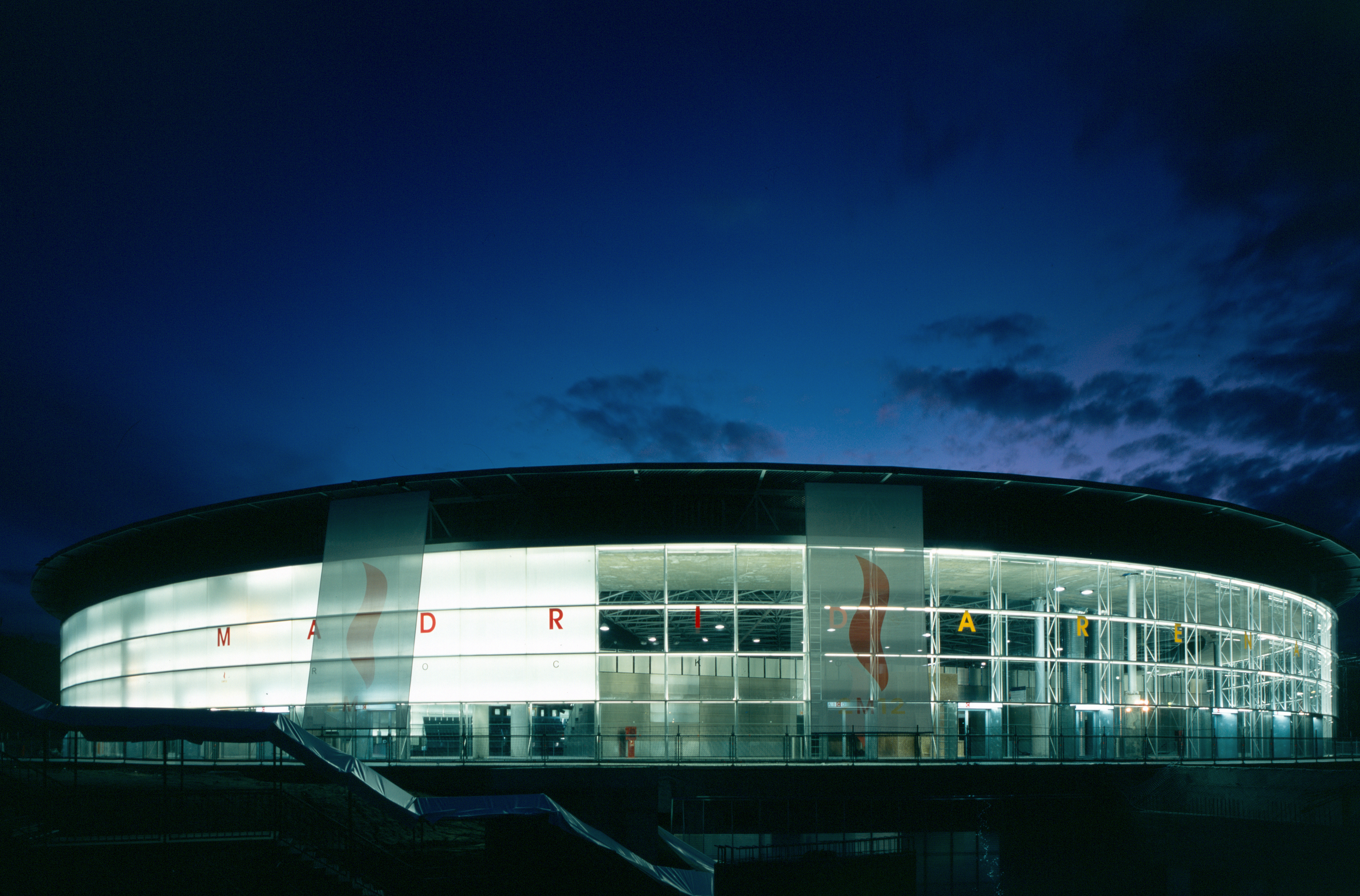
マドリード・アリーナ

マドリードにはスペインのバスケットボールの中心地であり、2クラブが1部リーグであるリーガACBに所属している。レアル・マドリード・バロンセストは、リーガACBで30回、コパ・デル・レイで22回、ユーロリーグで9回、サポルタカップで4回、インターコンチネンタルカップで4回優勝しており、バスケットボール界の「3冠」を2度達成している。また、CBエストゥディアンテスはコパ・デル・レイで3回優勝している。

### 闘牛

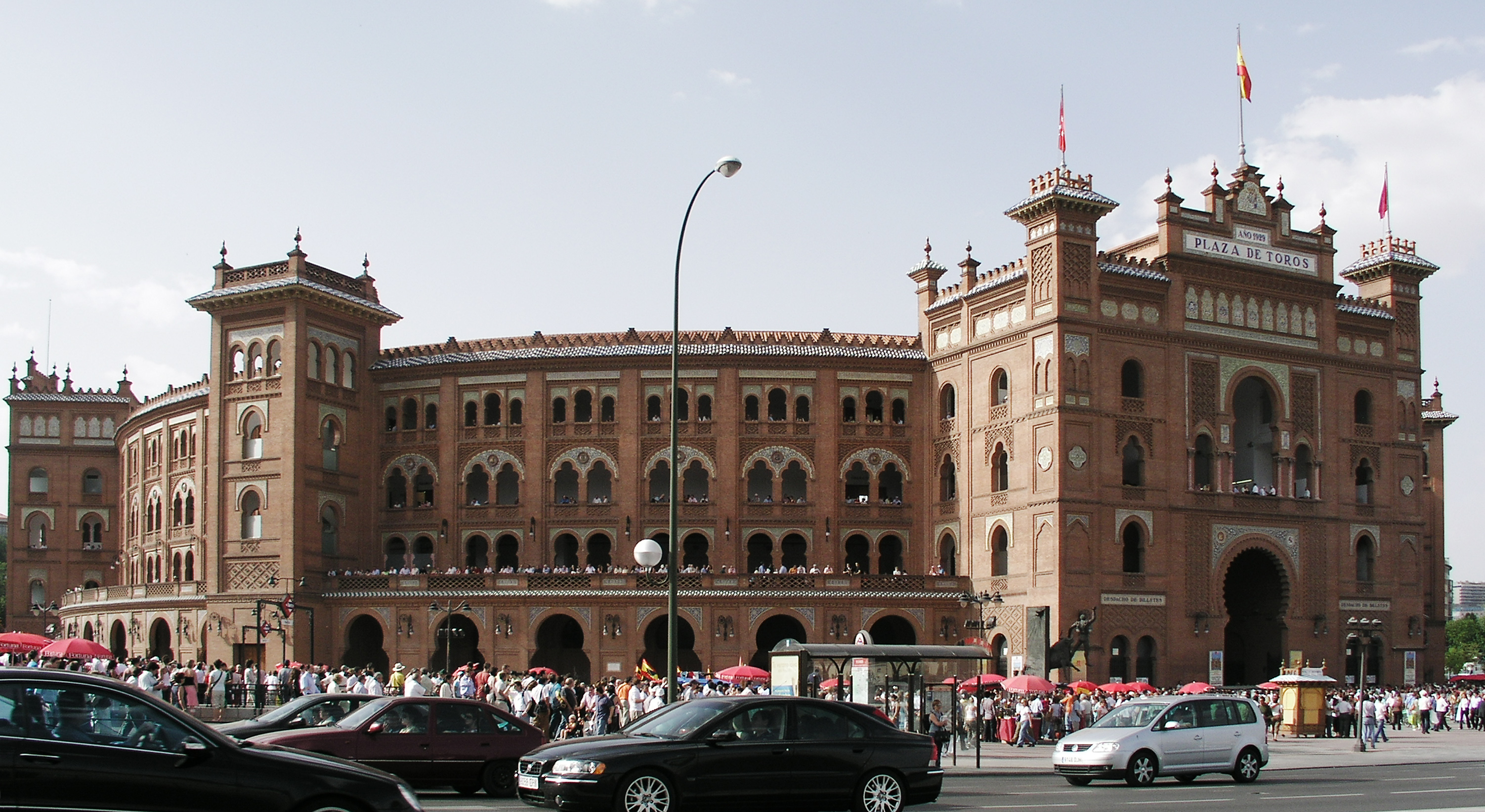
ラス・ベンタス闘牛場

1929年に建設されたネオ・ムデハル様式のラス・ベンタス闘牛場は、スペイン最大の闘牛場である。この闘牛場は世界中の闘牛の中心地であるとされ、約25,000人を収容する。マドリードの闘牛シーズンは3月から10月である。守護聖人を称えるサン・イシドロ祭が5月中旬から6月初頭にかけて行われ、サン・イシドロ祭の際には連日闘牛の興行が行われる。サン・イシドロ祭以外では、シーズン中の国民の祝日に闘牛の興行が行われる。オフシーズンのラス・ベンタス闘牛場では、音楽コンサートやその他のイベントが行われることもある。

## ギャラリー

マジョール広場
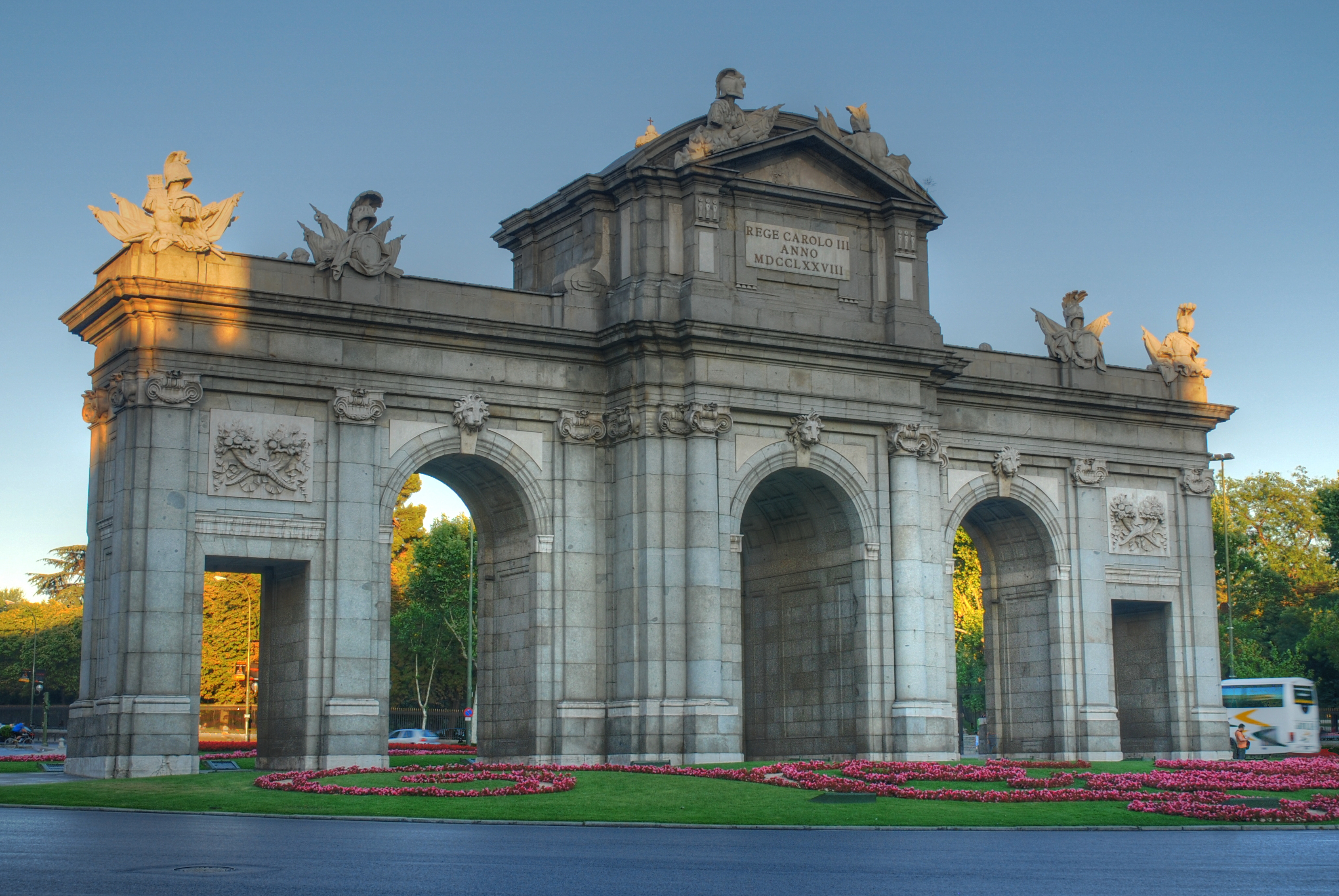
アルカラ門
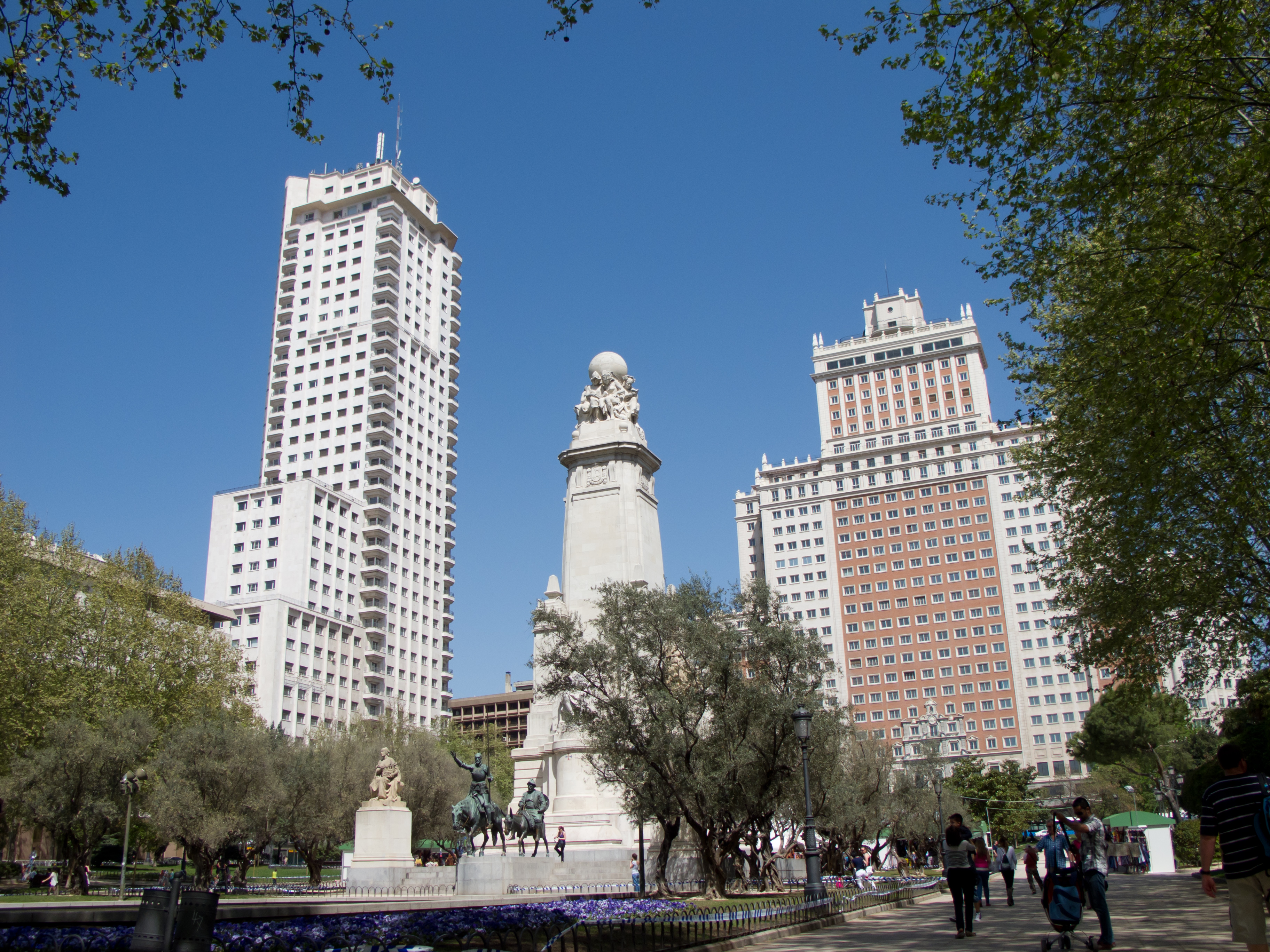
スペイン広場
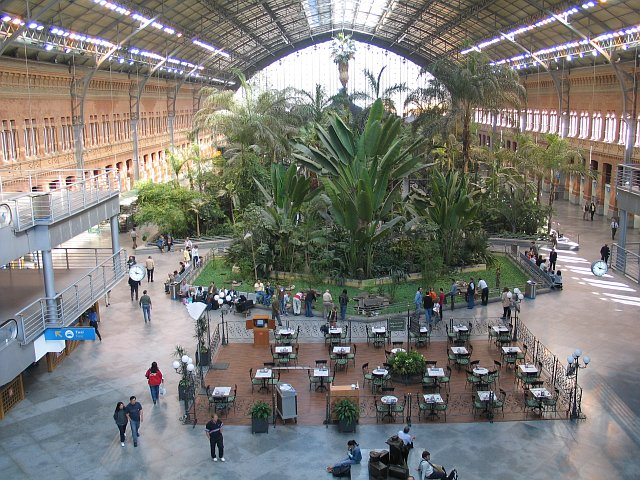
アトーチャ駅
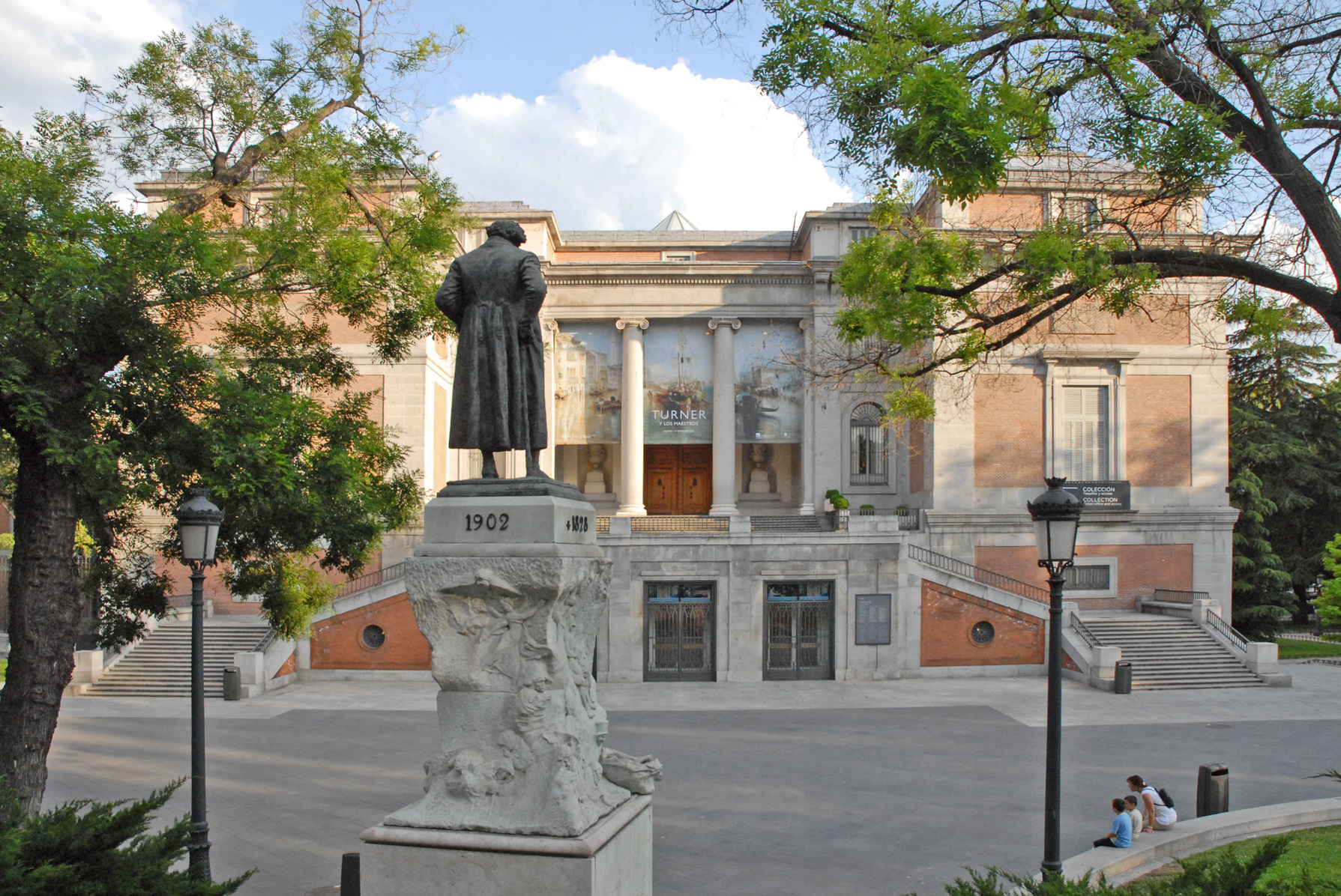
プラド美術館
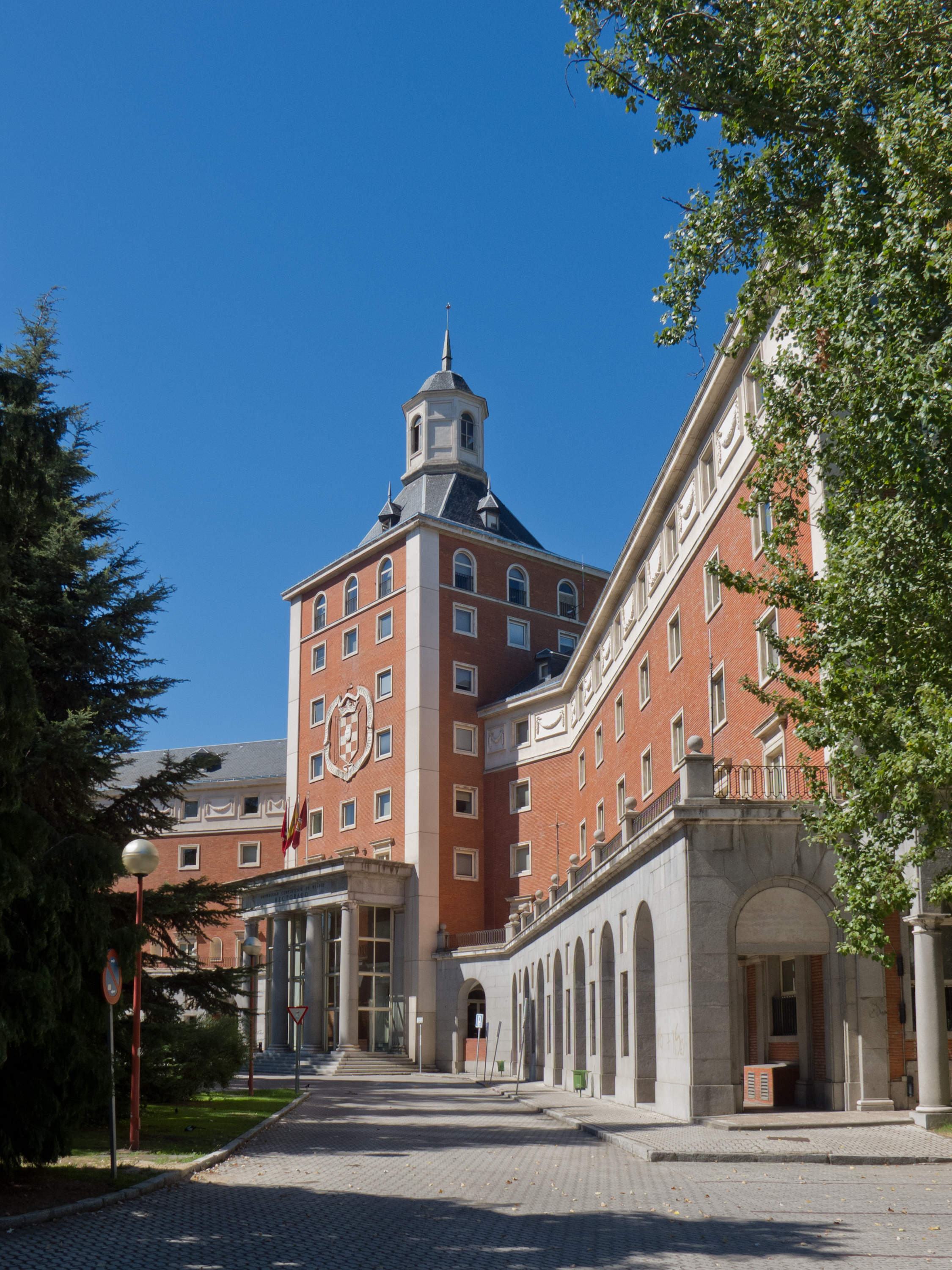
マドリード・コンプルテンセ大学
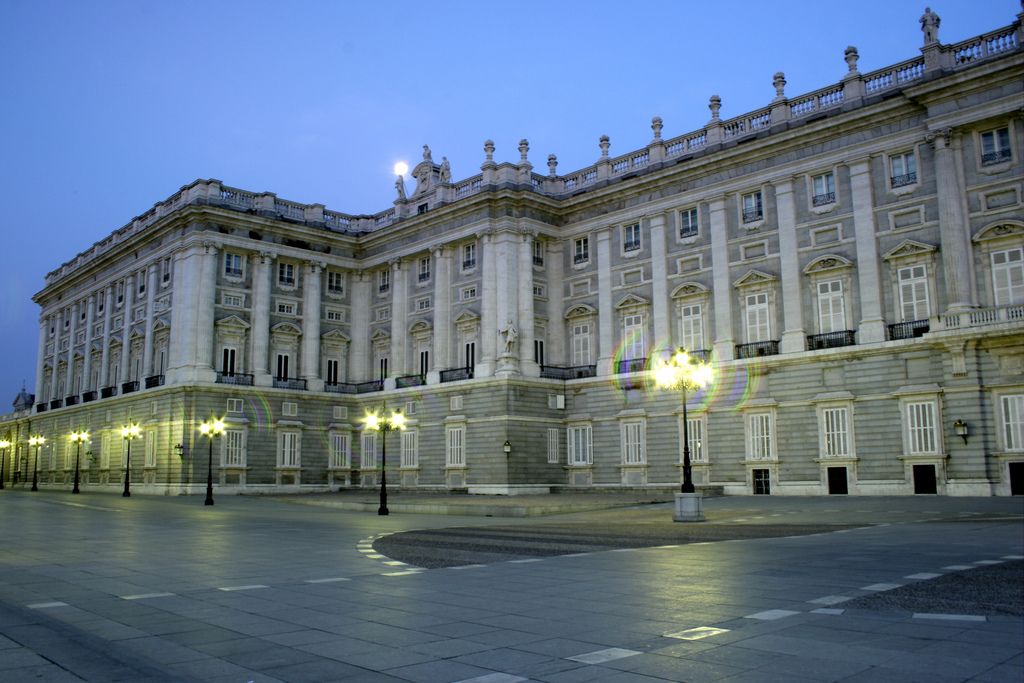
王宮
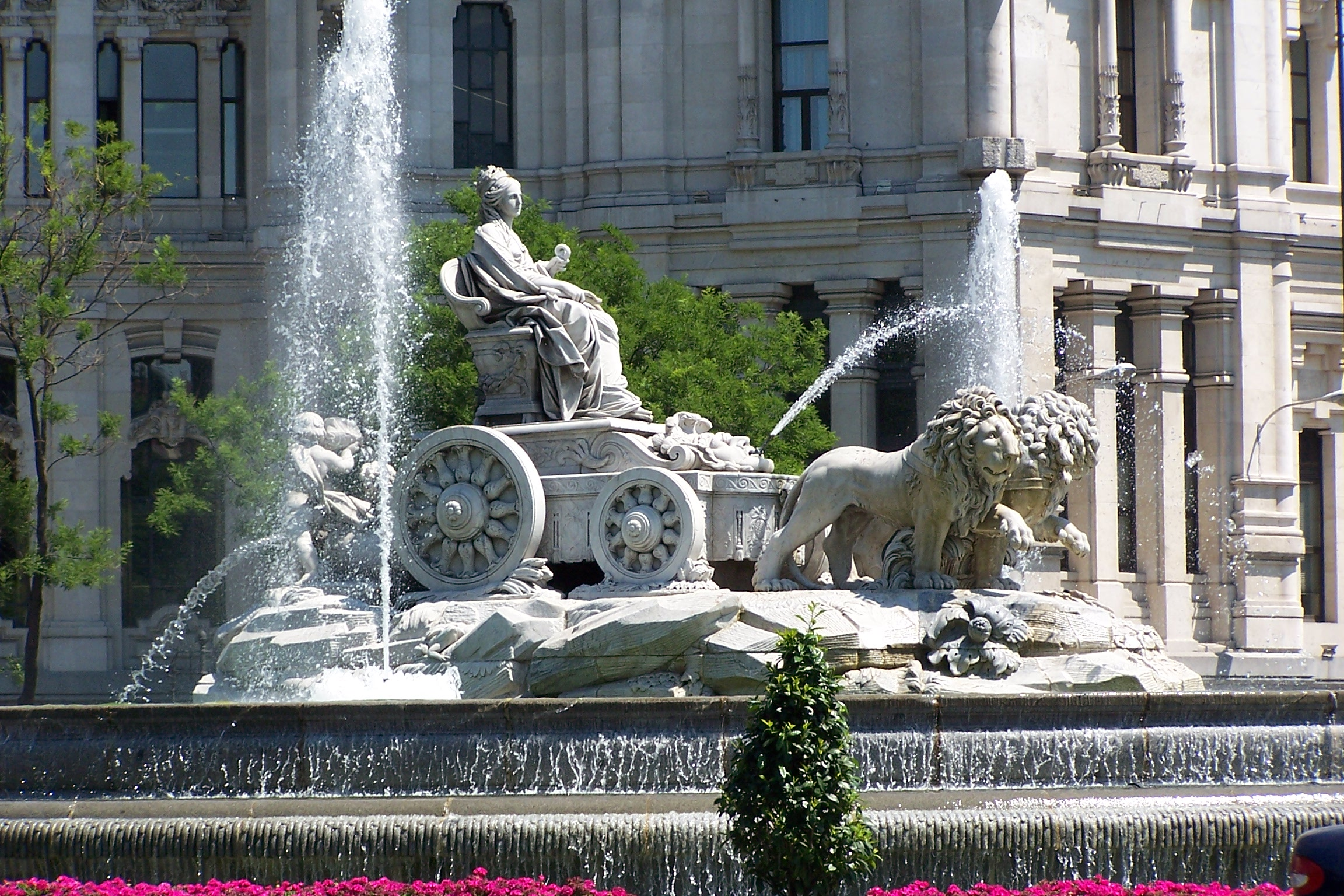
シベーレス広場の噴水
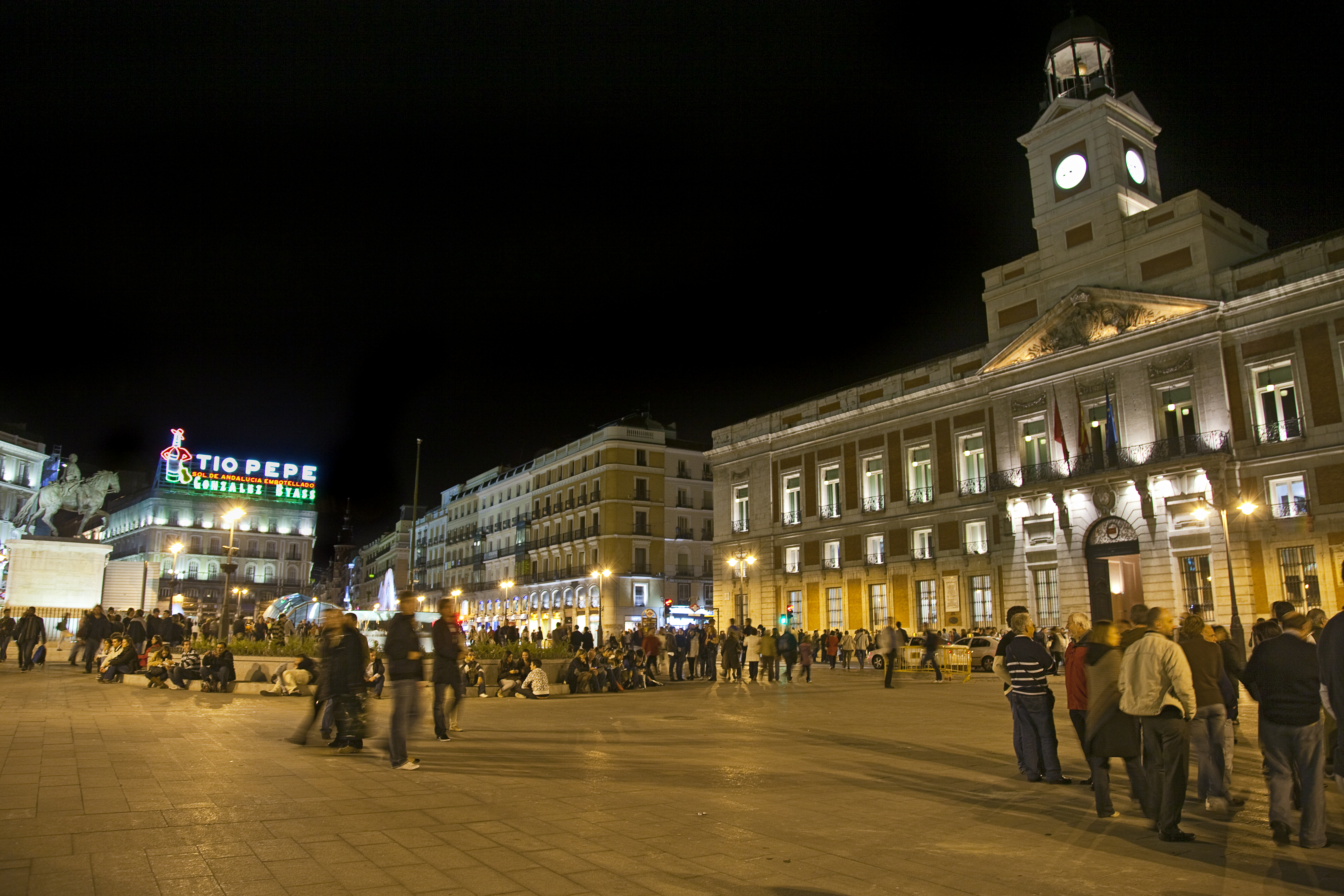
プエルタ・デル・ソル
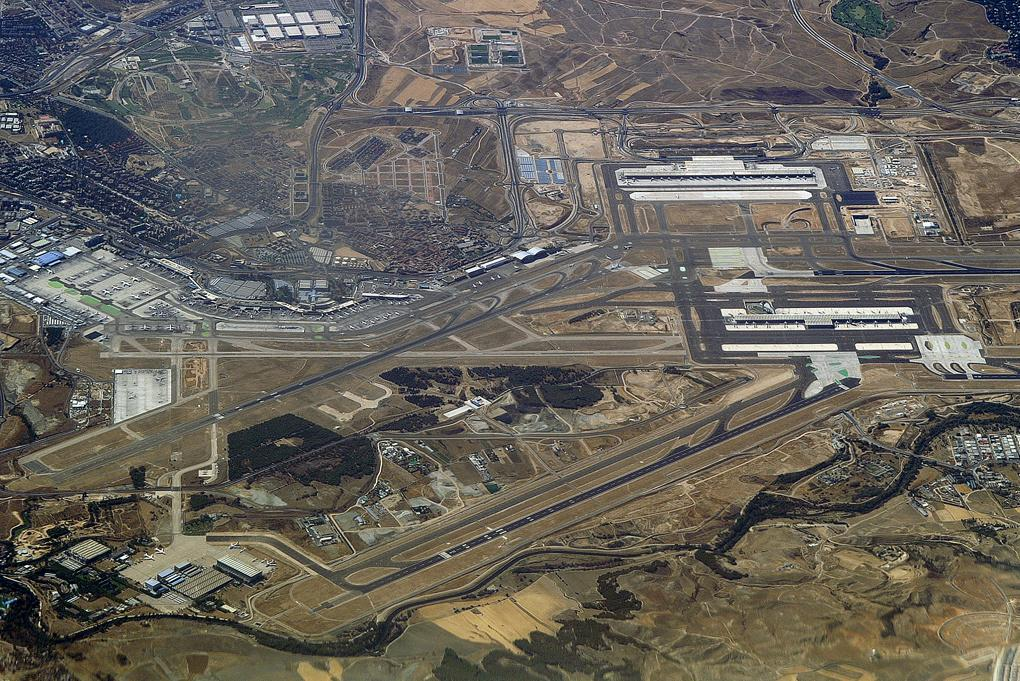
マドリード・バラハス空港
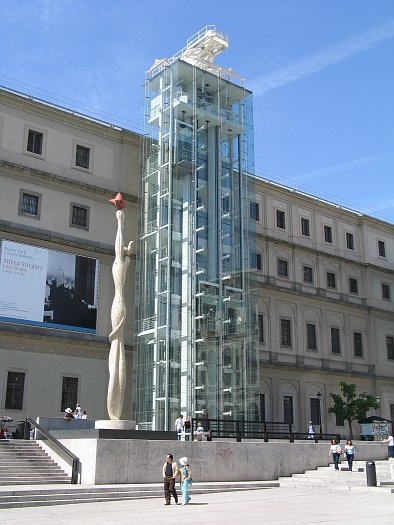
ソフィア王妃芸術センター
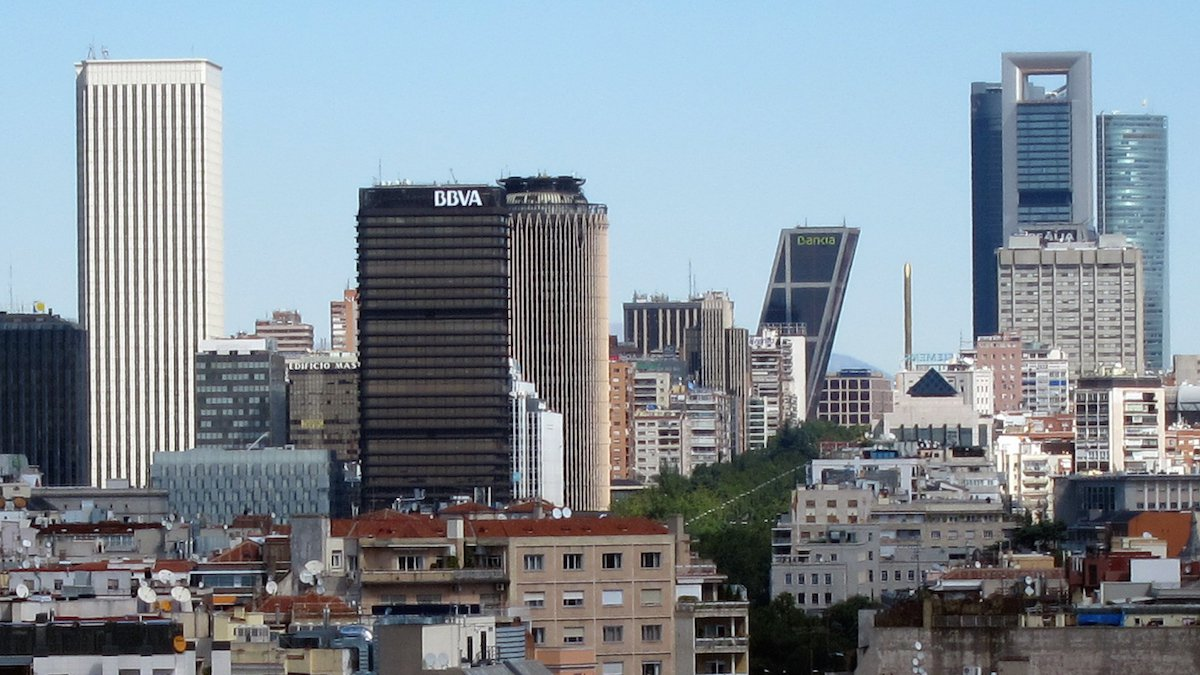
スカイライン
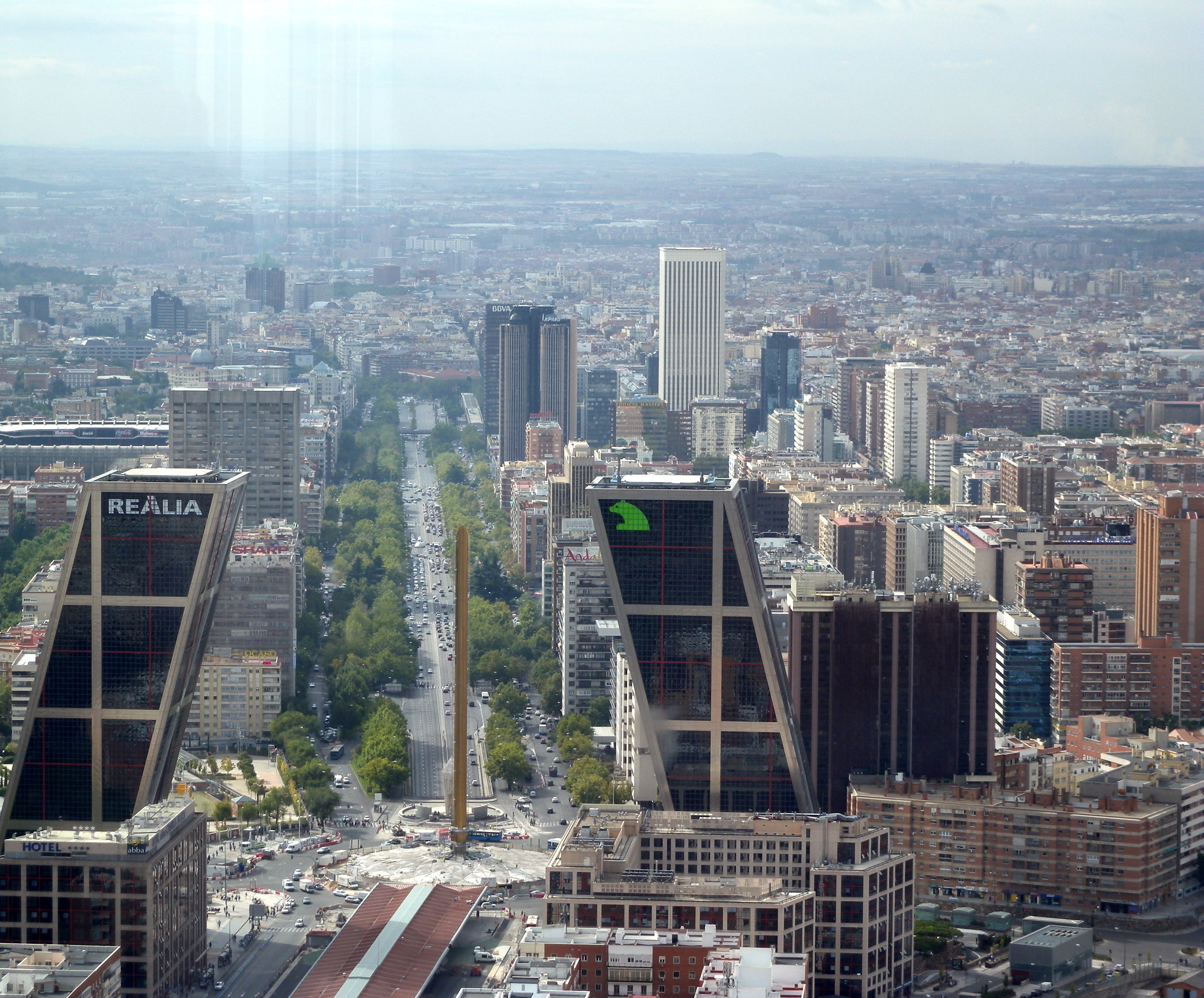
カスティーリャ広場周辺のビル群
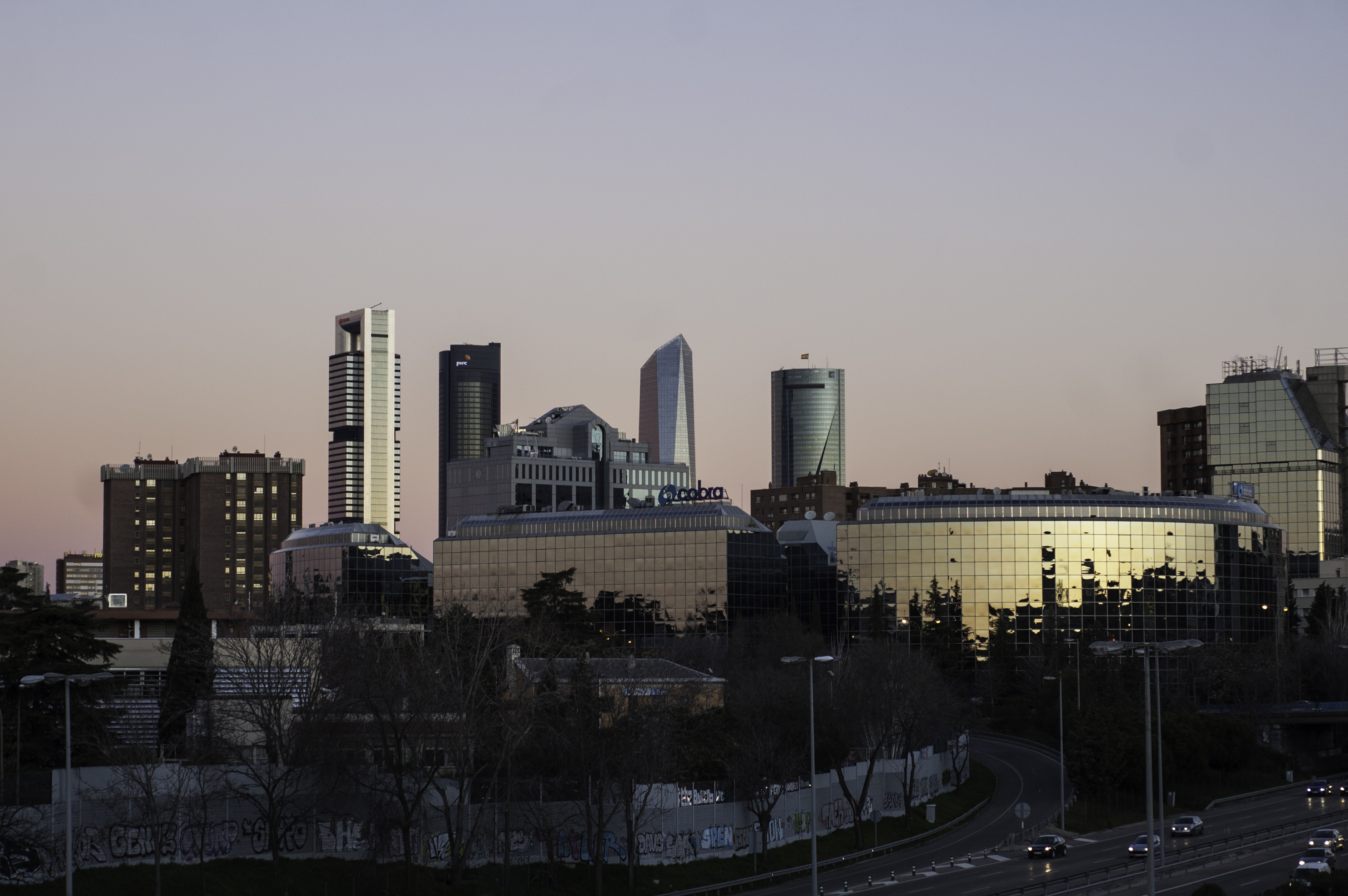
新都心 クアトロ・トーレス・ビジネス・エリア
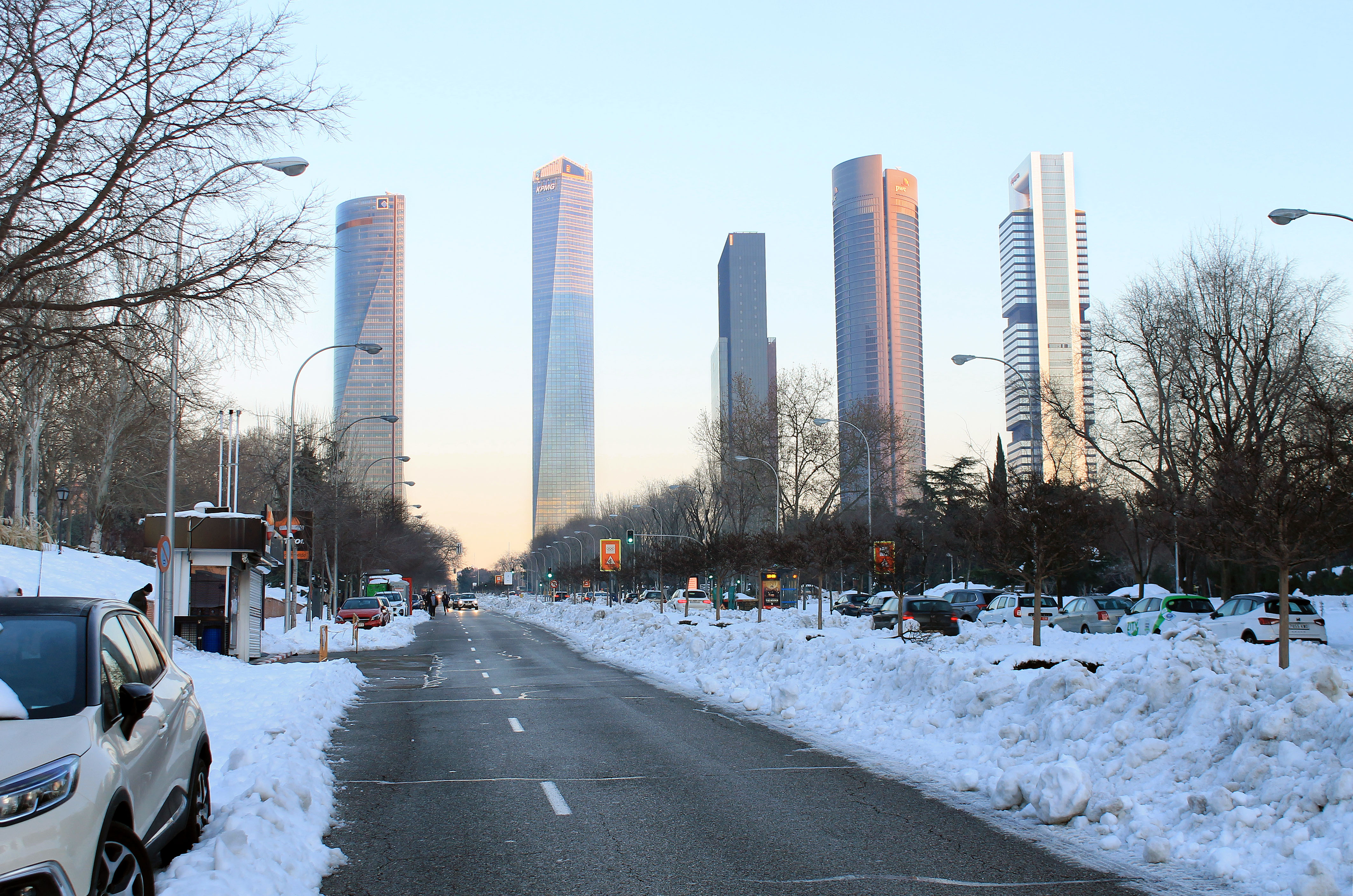
クアトロ・トーレス・ビジネス・エリア（2021年）

## 姉妹都市
マドリードは以下の都市と姉妹都市関係を結んでいる。
| - アブダビ、アラブ首長国連邦 - アスンシオン、パラグアイ - アテネ、 ギリシャ - 北京、中国 - ベルリン、ドイツ - ボゴタ、コロンビア - ボルドー、フランス - ブリュッセル、ベルギー - ブダペスト、ハンガリー - ブエノスアイレス、アルゼンチン - カラカス、ベネズエラ - グアテマラ市、グアテマラ - カイロ、エジプト - ハバナ、キューバ - ラパス、ボリビア | - リマ、ペルー - リスボン、ポルトガル - マナグア、ニカラグア - マニラ、フィリピン - メキシコシティ、メキシコ - マイアミ、アメリカ合衆国 - モンテビデオ、ウルグアイ - ソウル、韓国 - モスクワ、ロシア - ニューヨーク、アメリカ合衆国 - ヌアクショット、モーリタニア - パナマ市、パナマ共和国 - パリ、フランス - キト、エクアドル - プラハ、チェコ | - ラバト、モロッコ - リオデジャネイロ、ブラジル - ローマ、イタリア - サン・ホセ、コスタリカ - サン・フアン、プエルトリコ - 東京都、日本 - サン・サルバドル、エル・サルバドル - サンティアゴ・デ・チレ、チリ - サント・ドミンゴ、ドミニカ共和国 - サラエボ、ボスニア・ヘルツェゴビナ - ソフィア、ブルガリア - テグシガルパ、ホンジュラス - ティラナ、アルバニア - オーストラリア、メルボルン - トリポリ、リビア - ワルシャワ、ポーランド |